# Траянг
Траянг (тай.ไตรยางศ์) — три класса тайских согласных букв, определяющих стиль тонирования (см.Тайские тоны).
- Аксонсунг — верхний класс (  ข, ฃ, ฉ, ฐ, ถ, ผ, ฝ, ศ, ษ, ส, ห ).
- Аксонклан — средний класс ( ก จ ฎ ฏ ด ต บ ป อ ).
- Аксонтам — нижний класс ( ค ฅ ฆ ง ช ซ ฌ ญ ฑ ฒ ณ ท ธ น พ ฟ ภ ม ย ร ล ว ฬ ฮ ).
  - Аксонтамдиау — ง ญ ณ น ม ย ร ล ว ฬ
  - Аксонтамкху — ค ฅ ฆ ช ซ ฌ ฑ ฒ ท ธ พ ฟ ภ ฮ

Нижний класс аксонтам делится на парные (аксонтамкху) и одиночные (аксонтамдиау). Парные противопоставляются и взаимодополняются буквами верхнего класса, одиночные буквы дополняются буквой хохип (хонам).

## Алфавит
Аксонсунг - ВК, аксонклан - СК, аксонтам - НК, парные нижнего класса - НК(п), одиночные нижнего класса - НК(о).
- ก - Кокай СК
- ข - Кхокхай ВК
- ฃ - Кхокхуат ВК
- ค - Кхокхуай НК(п)
- ฅ - Кхокхон НК(п)
- ฆ - Кхоракханг НК(п)
- ง - Нгонгу НК(о)
- จ - Тьотьан СК
- ฉ - Чочинг ВК
- ช - Чочанг НК(п)
- ซ - Сосо НК(п)
- ฌ - Чокрачо НК(п)
- ญ - Йойинг НК(о)
- ฎ - Дочада СК
- ฏ - Топатак СК
- ฐ - Тхотхан ВК
- ฑ - Тхомонтхо НК(п)
- ฒ - Тхопхутхау НК(п)
- ณ - Нонен НК(о)
- ด - Додек СК
- ต - Тотау СК
- ถ - Тхотхунг ВК
- ท  - Тхотахан НК(п)
- ธ - Тхотхонг НК(п)
- น - Нону НК(о)
- บ - Бобаймай СК
- ป - Попла СК
- ผ - Пхопхынг ВК
- ฝ - Фофа ВК
- พ - Пхопхан НК(п)
- ฟ - Фофан НК(п)
- ภ - Пхосампхау НК(п)
- ม - Мома НК(о)
- ย - Йойак НК(о)
- ร - Рорыа НК(о)
- ล - Лолинг НК(о)
- ว - Вовэн НК(о)
- ศ - Сосала ВК
- ษ - Сорыси ВК
- ส - Сосыа ВК
- ห - Хохип ВК
- ฬ - Лотьула НК(о)
- อ - Оанг СК
- ฮ - Хонокхук НК(о)